# Vito Pancella

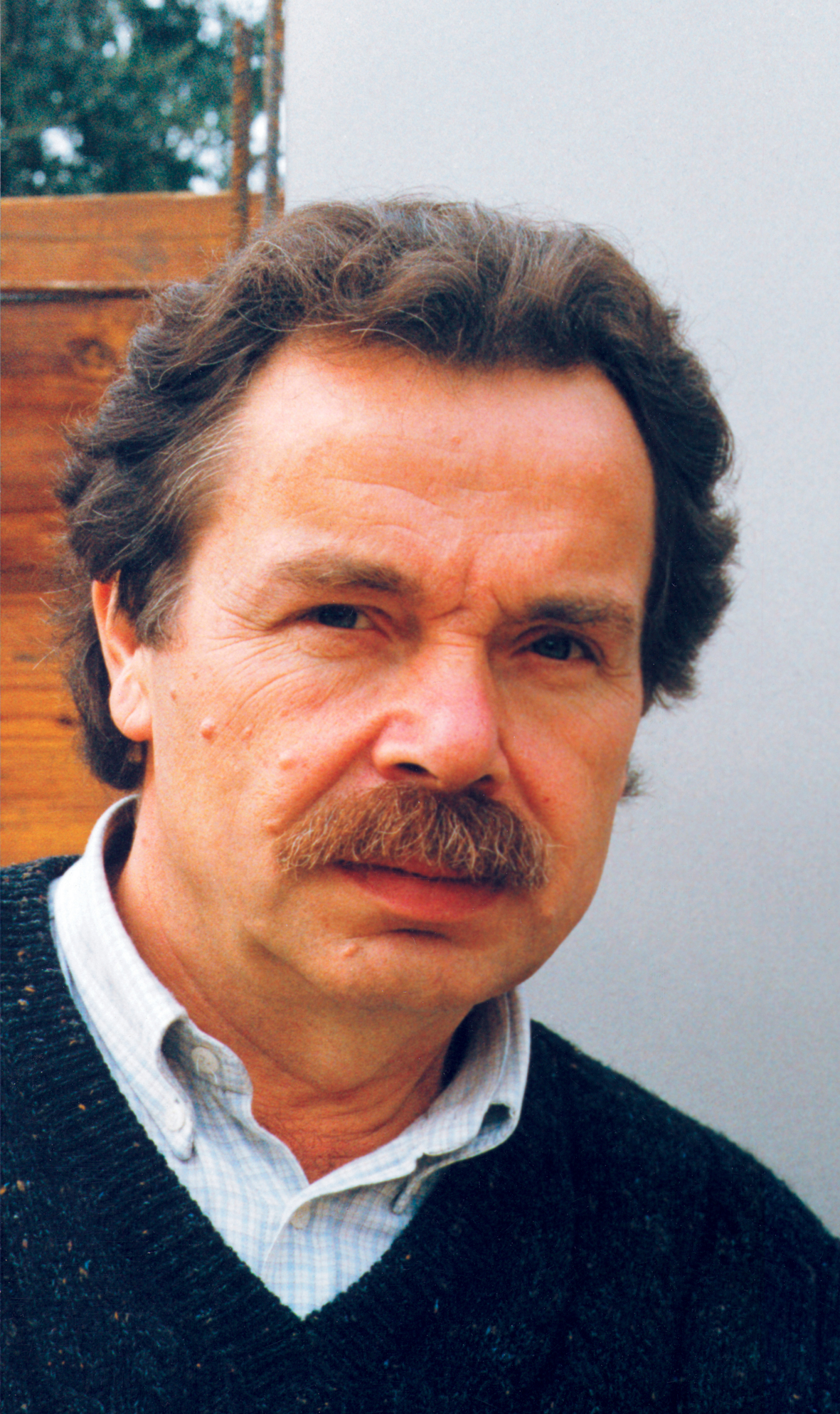
Vito Pancella

Vito Pancella (Lanciano, 15 giugno 1945 – Lanciano, 12 giugno 2005) è stato un artista, scultore e incisore italiano.

## Biografia
Vito Pancella è nato nel 1945 a Lanciano (Chieti), città ove ha seguito gli studi artistici, per poi trasferirsi a Roma, nella cui Accademia ha frequentato i corsi dello scultore Pericle Fazzini e dell'incisore Lino Bianchi Barriviera.
Docente per un ventennio prima al liceo artistico di Bari e poi di Roma, per molti anni ha avuto lo studio nella capitale, prendendo parte attiva alla vita culturale della città. Nel 1989 torna a risiedere a Lanciano, la sua città natale, continuando a lavorare tra Verona e Pietrasanta.
Muore il 12 giugno 2005, dopo una lunga malattia.

## Riconoscimenti e premi
- 1968: Borsa di studio all'Accademia di Belle Arti di Roma
- 1975: 1º premio per la Scultura alla I Rassegna Internazionale d'Arte “A. Lucarelli” XXX della Liberazione, Bari
- 1976: 1º premio per la scultura alla III Biennale d'Arte Sacra “Padre Pio”, S. Giovanni Rotondo (Foggia)
- 1977: 2º premio per la scultura alla XXVII Rassegna “G.B. Salvi”, Sassoferrato (Ancona)
- 1986: 1º premio della “Stampa e Promozione dell'Abruzzo” per il successo ottenuto nel settore della scultura in Italia nel 1985
- 1996: 2º premio al Salon “Artistas del Mundo”, Museo “Juan B. Castagnino”, Rosario (Argentina)
- 1999: 1º premio alla Rassegna Internazionale di scultura “Ermanno Casoli”, Serra San Quirico (Ancona)[3]
- 2003: Premio “Golfo d'Oro” per meriti artistici alla XXII Edizione del Premio Nazionale “Golfo d'Oro” di Vasto (Chieti)
- 2004: Medaglia d'Argento del Presidente della Repubblica al XXXI Premio Sulmona, Rassegna Internazionale d'Arte Contemporanea

## Opere

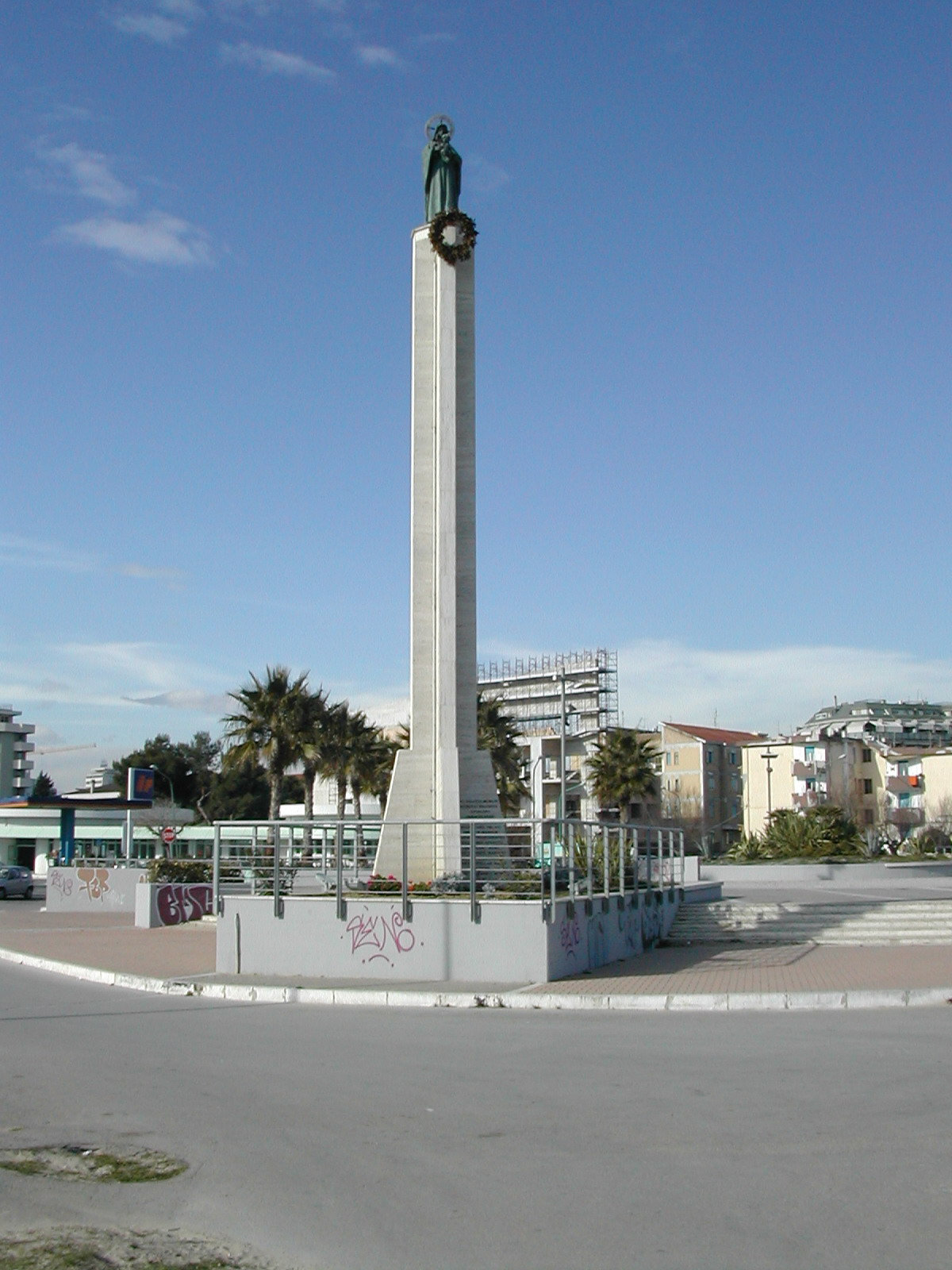
Colonna dell'Immacolata sul lungomare di Pescara

- Notturno, 1984, bronzo, cm. 79x30x16 - Insignita del 1º premio alla Rassegna Internazionale di scultura “Ermanno Casoli”, Serra San Quirico (Ancona)[4]
- Cristo degli Abissi, 1994, bronzo, cm. 77x58x34 - Statua posizionata sui fondali di Rocca San Giovanni[5]
- Mastrogiurato d'oro, bronzo - Trofeo della Tenzone dei Quartieri, gara che caratterizza la settimana medievale lancianese che culmina con la rievocazione storica del Mastrogiurato[6]
- Leggio a forma di aquila, in marmo, sull'ambone della Basilica della Madonna del Ponte di Lanciano (1997)
- Il Sogno di Icaro, 2004, marmo bianco di Carrara, cm. 97x56x53 - Opera donata dal Rotary Club di Lanciano alla città e ubicata nel Palazzo degli Studi, oggi sede del Consorzio Universitario
- Madonna del Porto, 2004, bronzo - Opera posizionata al porto della città di Pescara
- Bassorilievo di Padre Pio, bronzo - Opera posizionata nella Basilica di Santa Maria Assunta di Castel di Sangro (Ch)[7]
- Sulle ali dell'Alitalia, scultura in bronzo utilizzata come trofeo (Golden Wings Award) e consegnata da Alitalia New York ai maggiori Tour Operator statunitensi[8]

## Musei
Elenco dei musei che espongono opere dell'artista:
- Museo dei Bozzetti, Pietrasanta (Lucca)[9]
- Museo d'Arte dello Splendore, Giulianova (Teramo)[10]
- Pinacoteca d’arte moderna di Avezzano (L'Aquila)[11]
- Museo Staurós d'Arte sacra contemporanea del Santuario di San Gabriele a Isola del Gran Sasso (Teramo)[12]
- Museo d'arte MAAAC, Nocciano (Pescara)[13]
- Museo Fortunato Calleri di Catania
- Museo Palazzo De' Mayo, Chieti